# Valtra
Valtra Oy Ab je finský výrobce zemědělských strojů, který ročně uvede na trh okolo 20 000 traktorů. Vyrábí také kombajny, secí stroje, samojízdné postřikovače, systémy nouzového napájení a nakladače. Sídlí ve městě Äänekoski ve Středním Finsku. Firma má přibližně 1 700 zaměstnanců a své produkty prodává v 75 zemích.
Firma zahájila činnost v roce 1928 ve městě Jyväskylä jako zbrojovka. Po druhé světové válce byla zestátněna pod názvem Valtion Metallitehtaat (Státní kovovýroba), což bylo později zkráceno na Valmet. Výrobní program byl upraven na mírové účely a v roce 1951 sjel z pásu první traktor typu Valmet 15. V roce 1960 byl otevřen první zahraniční závod v brazilském Mogi das Cruzes. Společnost pak zřídila také pobočky v Tanzanii (Kibaha) a Portugalsku (Montijo), traktory značky Valmet se vyráběly licenčně i v Turecku a Indii.
V roce 1969 byla otevřena nová traktorka v Suolahti. Roku 1980 převzal Valmet výrobu traktorů od švédské firmy Volvo a stal se lídrem na skandinávském trhu. Přes Volvo lze tradici výroby zemědělských strojů vystopovat až k firmě Bolinder-Munktell, založené roku 1832 ve švédské Eskilstuně.
Traktory Valmet byly přizpůsobeny severským podmínkám, takže musely odolávat nepřízni počasí a zvládnout práci na poli i v lese. Model Valmet 1100 měl jako první traktor na světě čtyřválcový motor a turbodmychadlo. Dalšími inovacemi bylo přímé vstřikování paliva, synchronizovaná převodovka a od roku 1996 byla zavedena technologie PTO. Firma také začala jako první používat biologicky rozložitelné palivo Neste MY Renewable Diesel. Juha Kankkunen vytvořil na stroji Valtra světový rychlostní rekord pro traktory 130,165 km/h.
V roce 1994 byl státní podnik transformován na akciovou společnost a spojen se Sisu Auto. Od roku 1997 byl součástí Parteku a v roce 2001 byl přejmenován na Valtru. Ta se v roce 2002 stala majetkem společnosti KONE, která ji roku 2004 prodala americké korporaci AGCO. Kromě značky Valtra se pak v továrně v Suolahti začala vyrábět také technika Massey Ferguson.